# عبد اللطيف بن إبراهيم بن عبد اللطيف آل الشيخ
هو الشيخ عبد اللطيف بن إبراهيم بن عبد اللطيف بن عبد الرحمن بن حسن ينتهي نسب الشيخ عبد اللطيف إلى آل مشرّف من الوهبة إحدى فروع قبيلة بني تميم العدنانية المعروفة.

## مقدمة
الشيخ عبد اللطيف بن إبراهيم آل الشيخ: 
علمٌ من أعلام الإسلام وشيخ من شيوخه المحققين في الدين والراسخين في العلم، كان من العلماء المصلحين ومن كبار المجتهدين في علم الفقه والحديث والتفسير والتوحيد والفرائض وأصول الفقه ومصطلح الحديث والتاريخ.

## نسبه
هو الشيخ عبد اللطيف ابن الشيخ إبراهيم ابن الشيخ عبد اللطيف ابن الشيخ عبد الرحمن ابن الشيخ حسن ابن الشيخ محمد بن عبد الوهّاب، وينتهي نسب الشيخ عبد اللطيف إلى آل مشرّف من (الوهبة) إحدى فروع قبيلة (بني تميم) العدنانية المعروفة.

## ولادته ونشأته
ولد في مدينة الرياض عام 1315 هـ، ونشأ في بيت علم وقضاء وفقه وتقوى؛ ولذلك بدأ في طلب العلم منذ صغره، وتعلم علوم القرآن على أيدي شيوخه الأجلاء وأصحاب الفضيلة العلماء عمه الشيخ عبد الله بن عبد اللطيف بن عبد الرحمن آل الشيخ، وعمه الشيخ محمد بن عبد اللطيف بن عبد الرحمن آل الشيخ، والشيخ سعد بن حمد بن عتيق والشيخ النحوي حمد بن فارس، والشيخ الفرضي عبد الله بن عبد العزيز العنقري، والشيخ عبد الله بن جلعود، نبغ في العلوم الشرعية، وبخاصة التفسير، والحديث، والفقه، والتوحيد؛ كما أجاد النحو الذي هو من لوازم علماء الشريعة، فقد درَّس الفرائض لعددٍ كبيرٍ من طلاب العلم، ودرَّس مبادئ علم النحو، والعقيدة الإسلامية، لكنَّ العلم الذي اشتهر به ونبغ فيه؛ هو علم المواريث أو الفرائض، فقد كان—حافظًا لأصول المواريث معلمًا إياها لتلاميذه.مقال في جريدة الجزيرة السعودية بعنوان: الشيخ عبد اللطيف بن إبراهيم آل الشيخ حياته ومسيرته للكاتب: صالح بن عبد العزيز العسكر
كان –- مساعدًا لأخيه وشقيقه مفتي الديار السعودية الشيخ محمد بن إبراهيم آل الشيخ –- في دروسه وملازمًا له ومكملًا لجهوده، وكان الشيخ عبد اللطيف –-؛ أستاذًا وشيخًا لبعض الدروس في مسجد أخيه الشيخ محمد بن إبراهيم –-، وبخاصة علم الفرائض، وكان مساعدًا ومعينًا لأخيه في اختيار القضاة من طلاَّب العلم في المسجد ثم من طلاَّب كلية الشريعة بعد إنشائها، ومما يشرُف به علماء المملكة وقضاتها أنّ أغلبهم تلاميذ الشيخين محمد وعبد اللطيف في المسجد وفي كلية الشريعة في الرياض.

## أسرته
والده: 
الشيخ إبراهيم بن عبد اللطيف بن عبد الرحمن آل الشيخ ولد بالرياض سنة 1280هـ - 1863 وولي القضاء عليها من سنة 1321هـ إلى أن توفيَّ –-، له رسائل وفتاوى وأجوبة على أسئلة في الدين، وقد طبعت رسائله وفتاواه متفرقة في مجاميع "الرسائل والمسائل النجدية"، توفي عام 1329هـ - 1911.
 والدته: 
الجوهرة بنت عبد العزيز الهلالي 
إخوته:
- الشيخ عبد الله بن إبراهيم بن عبد اللطيف آل الشيخ –-
- مفتي الديار السعودية الشيخ محمد بن إبراهيم آل الشيخ -–
- الشيخ عبد الملك بن إبراهيم بن عبد اللطيف آل الشيخ (رئيس هيئات الأمر بالمعروف والنهي عن المنكر في المنطقة الغربية) –-

زوجته: 
طرفة بنت ناصر السرحان
أبناؤه وبناته:
- عبد الله بن عبد اللطيف بن إبراهيم آل الشيخ
- محمد بن عبد اللطيف بن إبراهيم آل الشيخ
- حصة بنت عبد اللطيف بن إبراهيم آل الشيخ

(جميعهم أشقاء).

## أعماله ومناقبه
- كان الشيخ عبد اللطيف بن إبراهيم—من العلماء الذين أسهموا في بناء وإدارة المعاهد العلمية فقد بدأ العمل مع شقيقه سماحــة المفتي الشيخ محمد بن إبراهيم آل الشيخ؛ منذ تأسيس معهد الرياض العلمي سنة 1370هـ حيث كان أول مدير له، ولما فتحت له فروع في (كل من: بريدة ثم عنيزة، والأحساء، وصامطة).

أصبح مديرًا لمعهد الرياض العلمي وفروعه، ثم مديرًا للمعاهد العلمية، وبعد افتتاح الكليتين (كلية الشريعة، وكلية اللغة العربية) أصبح مديراً عاماً للمعاهد العلمية والكليات، واستمر في عمله هذا، وقام به خير قيام إلى أن توفاه الله سنة 1386هـ.
- أما على الصعيد الشخصي فقد كان الشيخ عبد اللطيف بن إبراهيم –-؛ مثالاً نادرًا للوفاء والكرم، والحلم والأناة، والسماحة وحسن الخلق؛ فبابه وقلبه مفتوحان للقاصي وللداني، وللكبير وللصغير، وللغني وللفقير؛ لا يرد سائلاً يطرق بابه، ولا يتوانى عن نصرة من طلب شفاعته، وكان يقدم المساعدة للناس في كثير من مسائلهم التي يلجؤون إليه فيها لحل خلاف فيما بينهم، ورقة بحث لمعالي الشيخ عبد العزيز بن محمد بن إبراهيم آل الشيخ - بمناسبة المئوية أو في تقسيم المواريث، أو كتابة الوصايا، أو توثيق ما يجري بينهم من عقود ومبايعات؛ الأمرالذي جعله شخصية اجتماعية محبوبة لدى الكثير؛ فقـــد سهـَّــل للنــاس قضاء حاجاتهم احتسابًا ومساعدة لهم، كما كان –- محبًّا لطلابه وطلاب أخيه الشيخ محمد بن إبراهيم آل الشيخ، وساعيًّا في قضاء حاجاتهم، حيث كان أكثرهم يسكنون في غرفٍ للمغتربين من خارج الرياض، وقد أجاد –- في إدارته للمعاهد العلمية والكليتين مُكتسبًا ثقة الأستاذة والطلبة وتقديرهم ومحبتهم، والشيخ عبد اللطيف له اهتمام بالشعر فهو شاعرٌ جميل الأسلوب جزل المعاني له قصائد مطولة؛ ينافح فيها عن العقيدة الإسلامية ويناصر دعاتها.
- سافر—عدة مرات لمصر وذلك لاختيار أساتذة من الأزهر الشريف للتدريس في المعاهد والكليات، كما سافر إلى بيروت ثم إلى سوريا، ثم إلى القدس عام 1961م حيث زار المسجد الاقصى وصلى فيه، ثم توجه بعدها إلى الأردن وهو في طريق العودة إلى السعودية.

## تلاميذه وطلابه
نظرا لكثرة طلبة الشيخ عبد اللطيف سنذكر بعضًا منهم:
1. الشيخ إبراهيم بن محمد آل الشيخ (وزير العدل سابقًا).
2. الشيخ عبد الملك بن عمر بن عبد اللطيف آل الشيخ.
3. الشيخ عبد الله بن عبد الرحمن الغديان (عضو هيئة كبار العلماء).
4. الدكتور صالح بن عبد الرحمن الأطرم.
5. خالد بن أحمد السديري.
6. الشيخ زيد بن عبد العزيز الفياض.
7. القاضي الشيخ عبد الرحمن بن حمود الدويش مستشار ووكيل المحكمة بديوان المظالم سابقا.
8. الشيخ عبد الرحمن بن عثمان الجاسر.
9. الشيخ عبد العزيز العسكر.
10. الشيخ سعد بن محمد الشقيران إمام وخطيب جامع القويعيه القديم.
11. الشيخ د.عبد الله بن عبد الرحمن بن جبرين.
12. الشيخ عبد الله بن عبد العزيز بن إدريس.
13. الشيخ عبد الرحمن بن سعد آل عتيق.
14. الشيخ محمد بن عبد الرحمن الباهلي (أمير الدرعية سابقا).
15. الشيخ عبد الله بن إبراهيم الغفيلي.
16. الشيخ سالم بن حميد.
17. سليمان بن عبد العزيز المهيزع.
18. الشيخ عبد العزيز بن عبد الله الشريدة.
19. القاضي الشيخ عبد الرحمن بن سعد.
20. الشيخ سعيد الجندول.
21. الشيخ حمد بن عبد الرحمن المزروع.
22. الشيخ علي بن مسلم (المستشار الديني وقارئ الدرس العام في جلسات الملك سعود).
23. الشيخ عبد العزيز الناصر الرشيد.
24. الشيخ محمد بن عبد العزيز الرشيد.
25. الشيخ عبد العزيز بن عجلان.
26. عبد الله بن محمد الغانم.

## مناصبه
- كان الشيخ عبد اللطيف –- يجلس لطلاب العلم بعد صلاة المغرب في علم الفرائض ويجلس لهم بعد صلاة الفجر في النحو، في مسجدأخيه الشيخ محمد بن إبراهيم آل الشيخ
- عضوًا في هيئة الأمر بالمعــروف والنهي عن المنكر في عهد الشيخ عبد العزيز بن عبد اللطيف -رحمهما اللَّه-.
- تولى إدارة المعهد العلمي عند افتتاحه في الرياض عام 1371هـ.
- مديراً عاماً للمعاهد والكليات (أصبحت الآن جامعة الإمام محمد بن سعود الإسلامية).
- نائبا لأخيه الشيخ محمد بن إبراهيم آل الشيخ رئيس الكليات والمعاهد العلمية في جميع أنحاء المملكة.
- أسَّس «مجلة راية الإسلام»، وهي مجلة إسلامية تهتم بالثقافة الإسلامية بوجه عام، صدر العدد الأول منها في الرياض في الأول من ذي الحجة 1379هـ والشيخ عبد اللطيف هو صاحب الامتياز والمشرف عليها حين صدورها. (توقفت المجلة عن الصدور)

## وفاته
ظل الشيخ عبد اللطيف يعمل ويعين، ويوجِّه ويعظ ويُرشد، ويُدير ويفصل، في المنازعات لكلِّ المستويات، ويدعو إلى الله بلا كللٍّ أو ملل؛ حتى ألمَّ به مرضه الذي وافته المنية فيه؛ فتوفي -غفر الله له- في الرياض ليلة السبت الثالث من شهر شوال سنة 1386 هـ، عن عمر يناهز الحادية والسبعين؛ فعمَّ الحزن الذي عقد الألسنة وقبض القلوب وأسكب العيون بدموع الحزن والألم لفراقه، وشهدت جنازته عددًا كبيرًا من الناس، وصُليَّ عليه في الجامع الكبير الرياض، وأمَّ المصلين عليه أخوه وشقيقه مفتي الديار السعودية الشيخ محمد بن إبراهيم آل الشيخ –-؛ ثم حُمل جثمانه الطاهر إلى مقبرة العود حيث دُفن فيها.

## مكتبة الشيخ عبد اللطيف بن إبراهيم
كان الشيخ عبد اللطيف يحرص على قراءة الكتب واقتنائها، حيث زخرت مكتبته الخاصة، بأمهات الكتب خصوصًا تلك التي تتعلق بالعلوم الشرعية، واللغة والنحو، والأدب، والتاريخ الإسلامي، بالإضافة إلى المخطوطات النادرة، وقد أوصى ن تُهدى مكتبته الخاصة بعد وفاته (للمعاهد والكليات)؛ ليستفيد منها طلبة العلم، والمهتمين بالقراءة.
والمكتبة موجودة باسمه حتى يومنا هذا في جامعة الإمام محمد بن سعود الإسلامية.

## مدرسة الشيخ عبد اللطيف بن إبراهيم الابتدائية للبنين
مدرسة حكومية أنشئت في مدينة بريدة بحي الأمن في منطقة القصيم عام1402هـ.
وتخرج منها عدد من الأئمة الأعلام.

## شارع الشيخ عبد اللطيف بن إبراهيم
يقع شارع الشيخ عبد اللطيف بن إبراهيم بمحاذاة (المحكمة الكبرى) في مدينة الرياض.